# La Torre (Tarot)

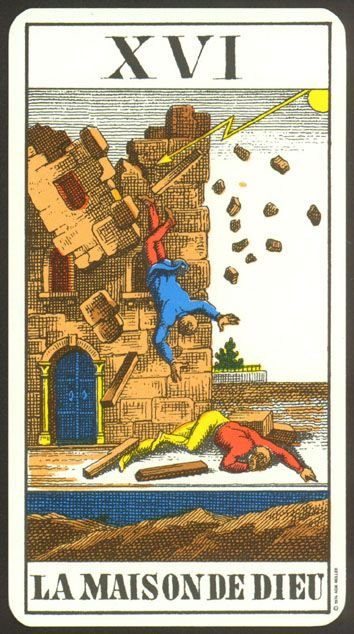
La Torre o «Mansión de Dios»

La Torre es la carta del Tarot número 16.

## Elementos descriptivos
- Una torre, sobre el campo, con tres ventanas como de castillo es alcanzada en su cumbre por un rayo. El impacto hace que las almenas se desprendan; en Rider, lo que se desprende es una corona.
- Como resultado del impacto, se desprenden partículas doradas o bien bolitas de color azul y rojo.
- Al parecer dos personas caen como resultado del rayo, aunque en Marsella también pareciera que uno de ellos está buscando algo en el piso.
- En el tarot de Rider, la torre se encuentra en la cima de una montaña. Y las dos personas que caen son un hombre con capa y una mujer que trae una corona.

## Simbología
Tradicionalmente el tarot asocia la Torre con el caos, la catástrofe y la ruina. La Torre de Babel que es destruida por tener cimientos débiles (la arrogancia). En general, la Torre representa la "ira divina" con el rayo destrozando lo construido y suele interpretarse que vaticina desastres y ruina. Sin embargo, su alegorismo más positivo es que la Torre representa las fuerzas divinas impulsando a la persona, sacándola de su comodidad en la Torre de Marfil para que pueda enfrentarse al mundo, crecer y evolucionar. La Torre, en cierta forma, representa la arrogancia que es castigada.

## Cultura popular y asociaciones
El simbolismo de la Torre está reflejado en el mito clásico de la Torre de Babel. En producciones de la cultura popular lo podemos encontrar en la destrucción de la Torre Oscura al final de El Señor de los Anillos o la explosión de la Estrella de la Muerte en Star Wars e incluso el capítulo 27 de Harry Potter y el príncipe mestizo titulado: La torre golpeada por un relámpago o en el videojuego, Uncharted 3: Drake's Deception cuando Cutter salta de la torre en llamas. En el Tarot X de CLAMP es representada por Tohru Magami y Tokiko Magami.